# Frederik Asmussen
|  | Ikke at forveksle med A.F. Asmussen |
Volf Frederik Asmussen (30. juli 1842 i Rygårde, Sønderhald Herred – 9. april 1919 på Frederiksberg) var en dansk højesteretssagfører og politiker.
Hans forældre var gårdejer Laurits Kjellerup Asmussen (1806-1847) og Dorthea Hald. Han blev student 1860 fra Randers lærde Skole, cand. jur. 1867, overretssagfører 1870 og højesteretssagfører 1875. Han var en særdeles kompetent sagfører og blev efterhånden – efter Anton Klubiens død – kendt som sin generations bedste sagfører. Hans procedure var ikke præget af dominerende retorik, men bar vidne om en minutiøs gennemarbejden af sagen, stor juridisk vederhæftighed og et klart blik for spørgsmålets kerne samtidig med et fuldstændigt Kendskab til alle enkeltheder. Han var sagfører i en række vigtige retssager, fx sagerne om sognepræsterne Julius Ifversen (1903) og N.P. Arboe Rasmussen (1916). 1890-1910 var Asmussen formand for Den danske Sagførerforening.
1881-99 havde han sæde i Frederiksberg Kommunalbestyrelse, hvis formand han var 1891-96. Han var konservativ og højremand. Han blev Ridder af Dannebrog 1888, Dannebrogsmand 1896 og Kommandør af 2. grad 1909.
Han blev gift 28. april 1871 i Odense med Julie Laura Emilie Lagoni (1. september 1848 i Grønderup, Brahetrolleborg Sogn – 10. maj 1907 på Frederiksberg), datter af skolelærer Otto Frederik Christian Lagoni (1806-1866) og Edle Dorothea Holm (ca. 1813-1882).
Han er begravet på Solbjerg Parkkirkegård. Asmussens Allé blev allerede i 1905 opkaldt efter ham.